# Гибсон, Элеанор
Элеанор Гибсон (Eleanor Jack Gibson, урождённая Джек; 7 декабря 1910 г., Пеория, Иллинойс — 30 декабря 2002 г., Колумбия, Южная Каролина) — американский психолог. Профессор Корнеллского университета, член Национальной академии наук США (1971). Удостоена Национальной научной медали (1992).
Окончила Колледж Смит со степенями бакалавра (1931) и магистра (1933). Степень доктора философии получила в Йельском университете а 1938 году. Там она хотела заниматься у Роберта Йеркса, однако тот выпроводил её, заявив, что не потерпит женщин в своей лаборатории. Тогда она поступила к Кларку Халлу, хотя и не разделяла его научных взглядов. Преподавала в родном колледже (1932—1941, 1946—1949) и в Корнеллском университете (1949-79), став в последнем в 1972 году именным профессором — первым профессором-женщиной Корнелла. В годы войны, когда её супруг был рекрутирован ВВС, следовала за ним и занималась домашним хозяйством и воспитанием их двух маленьких детей.
Исследование Элеанор Дж. Гибсон о развитии восприятия глубины с помощью визуального обрыва включено в академический учебник «40 исследований, которые потрясли психологию».
Член Американской академии искусств и наук (1977).
Подписала «Предупреждение учёных человечеству» (1992).
Была замужем (с 1932) за знаменитым психологом Джеймсом Дж. Гибсоном (ум. 1979), с которым познакомилась во время учёбы в Колледже Смит, где он преподавал.